# Ecnomus aliceae
Ecnomus aliceae là một loài Trichoptera trong họ Ecnomidae. Chúng phân bố ở miền Australasia.